# المركز القضائي الفيدرالي الأمريكي
المركز القضائي الفيدرالي الأمريكي هو وكالة التعليم والبحث التابعة للمحاكم الفيدرالية بالولايات المتحدة الأمريكية. تأسيس بموجب قانون عام. 90–219 في عام 1967 ،  بناء على توصية من المؤتمر القضائي للولايات المتحدة .
بحسب العنوان 28 من كود الولايات المتحدة المادة 620 ، فإن المجالات الرئيسية لمسؤولية المركز تشمل: :p. 1
1. إجراء وتعزيز "البحث والدراسة لعمل محاكم الولايات المتحدة" والعمل على تشجيع وتنسيق البحث من قبل الآخرين ؛
2. تطوير "توصيات لتحسين إدارة وتنظيم المحاكم" وتقديمها إلى المؤتمر القضائي للولايات المتحدة ؛
3. من خلال جميع الوسائل المتاحة ، مراجعة تنفيذ برامج "التعليم المستمر والتدريب لموظفي" القضاء الأمريكي ، لجميع العاملين في نظام العدالة ، من القضاة إلى ضباط المراقبة والوسطاء.[3]

بالإضافة إلى هذه الأحكام الرئيسية ، تنص المادة 620 (ب) (4) (5) (6) على الأحكام الإضافية التي ينص عليها مجلس القضاء الأعلى: (1) توفير الموظفين والمساعدة للمؤتمر القضائي والهيئات المكونة ، و(2) تنسيق البرامج والبحوث حول إقامة العدل مع معهد الدولة للعدالة ، و(3) مساعدة الوكالات الحكومية الأخرى بشكل تعاوني في تقديم المشورة وتلقي المشورة فيما يتعلق بالإدارة القضائية في البلدان الأجنبية ، في كل حالة من هذه الحالات ، إلى الحد "المتسق" مع أداء الوظائف الأخرى المنصوص عليها "سابقًا. :p. 1
ينص القانون أيضًا (§621) على أن رئيس قضاة الولايات المتحدة هو الرئيس الدائم لمجلس إدارة المركز ، وأنه يشمل مدير المكتب الإداري لمحاكم الولايات المتحدة وسبعة قضاة اتحاديين ينتخبهم المؤتمر القضائي. :p. 2 يعين المجلس مدير المركز ونائبه، ثم يعين المدير موظفي المركز. منذ تأسيسه في عام 1967 ، كان للمركز أحد عشر مديرًا. المدير الحالي هو جون س. كوك ونائب المدير هو كلارا التمان.

## التاريخ
أنشأ الكونجرس المركز القضائي الفيدرالي بناءً على توصية رئيس القضاة إيرل وارين وأعضاء آخرين في السلطة القضائية الذين كانوا يأملون في أن تؤدي البرامج المنتظمة للبحث والتعليم إلى تحسين كفاءة المحاكم الفيدرالية والمساعدة في التخفيف من تراكم القضايا في المحاكم الدنيا. يقدم المركز القضائي الفيدرالي ، الذي يديره مجلسه الخاص ، للمحاكم مزايا أبحاث العلوم الاجتماعية المستقلة والبرامج التعليمية المصممة لتحسين الإدارة القضائية.
في الخمسينيات وأوائل الستينيات من القرن الماضي ، قام المؤتمر القضائي والمكتب الإداري بتكليف مشاريع بحثية بشكل متزايد لدراسة مشاكل الإدارة القضائية والبرامج التعليمية المنظمة لمساعدة القضاة على إدارة عبء القضايا المتزايدة والمعقدة. لم يكن لهذه البرامج البحثية والتعليمية موظفين دائمين أو تمويل. ازداد الدعم لبرنامج مؤسسي للبحث والتعليم القضائي بعد إنشاء 60 محكمة محلية جديدة في عام 1961 ، مما أظهر أن عدد القضاة وحده لن يحل جميع مشاكل المحاكم المنهكة. حث عدد متزايد من القضاة وأعضاء نقابة المحامين السلطة القضائية على إنشاء وسيلة رسمية لتحسين البحث والتعليم في المحاكم.
بناء على اقتراح من رئيس المحكمة العليا وارين ، فوض المؤتمر القضائي في عام 1966 لجنة لفحص متطلبات البحث والتعليم للسلطة القضائية. وافق القاضي السابق ستانلي ريد على طلب وارين لرئاسة اللجنة. عندما صاغت لجنة ريد توصيتها لإنشاء مركز قضائي فيدرالي ، قام الرئيس جونسون ، بناءً على طلب وارين ، بتضمين الاقتراح في رسالته التي حظيت بتغطية إعلامية كبيرة حول الجريمة في فبراير 1967. اعتمدت اللجنة القضائية التوصية. وسرعان ما جرى تقديم مشاريع قوانين إنشاء المركز في مجلسي النواب والشيوخ. مع الدعم الواسع لمفهوم مركز البحث والتعليم للسلطة القضائية ، تركزت المناقشة في جلسات الاستماع في مجلسي النواب والشيوخ على أسئلة حول الشكل المؤسسي المناسب والقيادة للمركز.
دعت لجنة ريد ومدير المكتب الإداري وآخرين ، إلى وجود وكالة مستقلة لها مجلس إداري خاص بها يكون مدير المركز مسؤولاً أمامه. كان الهدف حماية موارد البحث والتعليم من الواجبات الإدارية الصارمة ولضمان موضوعية البحث. يتألف مجلس إدارة المركز القضائي الفيدرالي من رئيس القضاة ومجموعة متناوبة من القضاة يختارهم المؤتمر القضائي ومدير المكتب الإداري ؛ لم يسُمح لأي عضو من أعضاء المؤتمر القضائي بالعمل في مجلس إدارة المركز. يخول النظام الأساسي المركز لإجراء ودعم البحوث حول عمل المحاكم ، وتقديم التعليم والتدريب للقضاة وموظفي المحاكم ، وتقديم المساعدة والمشورة للمؤتمر القضائي بشأن المسائل المتعلقة بإدارة وتنظيم المحاكم. وسَّعت التشريعات اللاحقة ولاية المركز لتشمل البرامج المتعلقة بتاريخ القضاء الفيدرالي.
كان ليو ليفين مدير المركز القضائي الفيدرالي من عام 1977 إلى عام 1987.

## تنظيم المركز
يضم المركز عدة أقسام هي:
مكتب المدير، وهو المسؤول عن الإدارة العامة للمركز وعلاقاته مع المنظمات الأخرى. ويوفر مكتب الابتكار وتطوير الأنظمة التابع له (OSID) الدعم الفني لتعليم المركز وأبحاثه. تقوم سياسة وتصميم الاتصالات (CPD) بتحرير وإنتاج وتوزيع جميع منشورات المركز المطبوعة والإلكترونية ، وتشغيل شبكة التلفزيون القضائية الفيدرالية ، ومن خلال مكتب خدمات المعلومات يحتفظ بمجموعة مكتبة متخصصة من المواد المتعلقة بالإدارة القضائية.
يُجري قسم الأبحاث أبحاثًا تجريبية واستكشافية حول العمليات القضائية الفيدرالية ، والموارد القضائية ، وإدارة المحاكم وإدارة القضايا ، والولاية القضائية الفيدرالية للولايات والتعاون ، وإصدار الأحكام وعواقبها ، غالبًا بناءً على طلب المؤتمر القضائي ولجانه ، والمحاكم نفسها ، أو مجموعات أخرى في النظام الفيدرالي. المديرة الحالية لقسم الأبحاث هي إليزابيث ويجينز. وهي ثالث مديرة لقسم الأبحاث في تاريخ المركز.
يطور المكتب الفيدرالي لتاريخ القضاء برامج تتعلق بتاريخ السلطة القضائية ويساعد المحاكم في برنامج التاريخ القضائي الخاص بها.
يخطط قسم التعليم وينظم جلسات تثقيفية للقضاة الفيدراليين وموظفي المحاكم.
ينفذ مكتب العلاقات القضائية الدولية المهمة القانونية للمركز لتوفير المعلومات حول المحاكم الفيدرالية لمسؤولي الأنظمة القضائية الأجنبية والحصول على معلومات حول الأنظمة القضائية الأجنبية التي ستساعد المركز على أداء مهامه الأخرى. يدير المكتب برنامج المركز الإعلامي للزوار الدوليين وبرنامج الزملاء القضائيين الأجانب الزائرين.

## مجلس الإدارة والتمويل
يتكون مجلس إدارة المركز منذ فبراير 2021 من:
- جون جي روبرتس جونيور ، رئيس قضاة الولايات المتحدة ، رئيسًا (سبتمبر 2005 حتى الآن)
- القاضي دوان بينتون ، محكمة الاستئناف الأمريكية للدائرة الثامنة (مارس 2018 حتى الآن)
- القاضي توماس هاردمان ، محكمة الاستئناف الأمريكية للدائرة الثالثة (مارس 2020 حتى الآن)
- القاضي ريموند ألفين جاكسون ، المحكمة الجزئية الأمريكية للمنطقة الشرقية من فيرجينيا (مارس 2019 حتى الآن)
- القاضية نانسي د. فرودينتال ، المحكمة الجزئية الأمريكية لمنطقة وايومنغ (مارس 2019 حتى الآن)
- القاضية الأقدم كارول آمون ، المحكمة الجزئية الأمريكية للمنطقة الشرقية من نيويورك (مارس 2020 حتى الآن)
- كبير قضاة الإفلاس ميلدريد كابان ، محكمة الإفلاس الأمريكية لمنطقة بورتوريكو
- قاضي الصلح تيم بيكر ، المحكمة الجزئية الأمريكية للمنطقة الجنوبية من إنديانا (مارس 2017 حتى الآن)
- القاضي روزلين آر موسكوبف ، مدير المكتب الإداري للمحاكم الأمريكية (فبراير 2021 حتى الآن)

تقوم منظمة غير ربحية ، هي مؤسسة المركز القضائي الفيدرالي ، بتقديم الدعم للمركز.

## روابط خارجية
- الموقع الرسمي
- Federal Judicial Center Foundation